# Mobile security management
Le terme Mobile Security Management (MSM), désigne un nouveau principe de sécurité des smartphones et des tablettes tactiles en entreprises. 

## Historique du MSM (Mobile Security Management)
Avec l’émergence des différents usages de technologies sans fil et mobiles dans l'environnement professionnel, la tendance grandissante du mobile security management propose une méthode globale  de traitement des risques sécuritaires liés à la mobilité. Elle découle de facto de la complexité des architectures mises en œuvre en matière de mobilité. Que ce soit au niveau de la couche système et du noyau, au niveau des données ou des couches de communication, la gestion de la sécurité mobile, à l'aide de composants sécurité tels que modules de chiffrements, moteurs vpn, ou routines de politiques permet la prise en charge compète des risques liés à la sécurité mobile. Il établit une prise en charge logique du cycle logique des terminaux mobiles : enrôlement (intégration au système d'information), exploitation, répudiation et adresse la confidentialité, l'intégrité et l'authentification.

## Les outils du Mobile Security Management
Le mobile security management ou enterprise mobility management (EMM) constitue en une gestion sécurisée des terminaux, ordinateurs portables, applications, contenu et des emails.

### Gestion de PKI
La gestion de la sécurité mobile permet de s'assurer des versions de certificats de chaque utilisateur. Cet outil donne à l'administrateur la possibilité de mettre à jour les certificats à distance de façon transparente pour l'utilisateur final. De cette façon la DSI est en mesure de garantir aux collaborateurs une utilisation optimale des terminaux mobiles.

### Gestion VPN
Une solution de security mobile management permet aux administrateurs et aux utilisateurs de sécuriser leurs échanges en utilisant des canaux de communications sécurisés. La gestion du VPN donne aux utilisateurs finaux la possibilité d'accéder rapidement et sûrement à leurs outils de travail.  Cela participe à améliorer leur efficacité et confort de travail.

### Chiffrement des données
Le risque premier auxquels sont exposés les utilisateurs est la perte ou le vol de données sur les appareils. Pour garantir leurs sécurités, les solutions de sécurité mobile permettent de chiffrer les informations qu'ils contiennent afin de les rendre illisibles par tout utilisateur malveillant.

### Chiffrement de la voix
La sécurisation des communications téléphoniques vocales est une possibilité. Ce service augmente le confort des utilisateurs finaux en leur garantissant des libres échanges où qu'ils soient. 

### Audit de sécurité
L'audit de sécurité mobile est à la fois un outil de prévention et de correction. Ses fonctions d'analyses constituent une protection en temps réel des terminaux. Lorsqu'une faille est détectée, le système d'audit alerte l'administrateur qui sera en mesure de la corriger.

## Répondre aux enjeux du BYOD
L'évolution du « Bring your own device » emmène les structures à revoir leur gestion et la sécurité des appareils mobiles. L'utilisation des smartphones et des tablettes personnels en contexte professionnel change les modalités de gestion et la politique de sécurité des organisations. En effet, smartphones et tablettes ont pris la place des terminaux professionnels dans un environnement ou la mobilité des salariés est devenue un impératif. Ainsi les DSI se retrouvent face à la nécessité de pourvoir maintenir un cadre sécuritaire pour leurs salariés et les données qu'ils utilisent.
Le Mobile Security Management apporte une réponse aux DSI, leur permettant de proposer des services compatibles sur les différents terminaux de leurs collaborateurs. L'autre amélioration du sujet vient de la facilité d'utilisation et de paramétrage possible à distance. Par cette approche les organisations peuvent garantir à leurs salariés une utilisations sûre en réduisant les risques de sécurité.